# أودفان
أودفان (بالبرتغالية: Odvan) (26 مارس 1974 بكامبوس دوس غويتاكازس في البرازيل - ) هو لاعب كرة قدم برازيلي في مركز الدفاع. شارك مع منتخب البرازيل لكرة القدم. أما مع النوادي، فقد لعب مع إستريلا دا أمادورا وبوتافوغو ريغاتاس ودي.سي. يونايتد ونادي أميريكانو ونادي سانتوس ونادي فاسكو دا غاما ونادي فلومينينسي ونادي كوريتيبا ونادي مادوريرا ونادي إيتوانو وAssociação Desportiva Cabofriense ‏ ونادي مينيروس الرياضي وUnião Esporte Clube ‏ وEsporte Clube São João da Barra ‏ وRio Bananal Futebol Clube ‏ ونادي ناوتيكو ونادي بانغو أتلتيكو.

## وصلات خارجية
- أودفان على موقع الاتحاد الدولي (مؤرشف)  (الإنجليزية)
- أودفان على موقع الاتحاد الأوربي (الإنجليزية)
- أودفان على موقع قاعدة بيانات كرة القدم.إي يو (الإنجليزية)
- أودفان على موقع ناشيونال فوتبول تيمز (الإنجليزية)